# Fontaines-les-Sèches
Fontaines-les-Sèches é uma comuna francesa na região administrativa da Borgonha-Franco-Condado, no departamento de Côte-d'Or. Estende-se por uma área de 15,67 km². Em 2010 a comuna tinha 25 habitantes (densidade: 1,6 hab./km²).